# Rathika Ramasamy

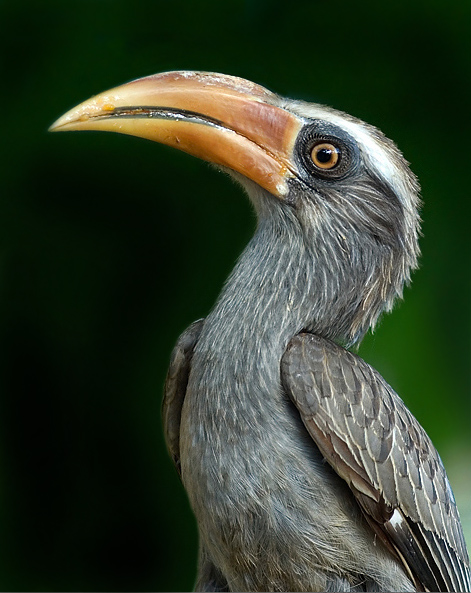
Zoborožec indický (Ocyceros griseus), endemický pták ze Západního Ghátu

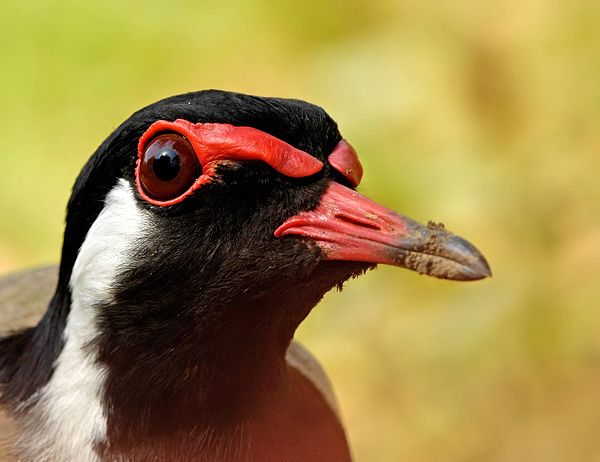
Čejka černoprsá (Vanellus indicus), ptačí park Oklha, Nové Dillí, 2007

Rathika Ramasamy[zápis?] (* ? Venkatachalapuram, Theni, Tamil Nadu, Indie) je indická fotografka divoké přírody. Sídlí v Čennaí a pracuje jako fotografka na volné noze. Za své fotografie získala mnoho ocenění a byla označována za „první Indku, která získala mezinárodní pověst fotografky divoké přírody“.

## Životopis
Rathika od své svatby v roce 1999 žije v Novém Dillí. Vystudovala počítačové inženýrství, získala titul MBA a několik let pracovala jako softwarová inženýrka, než se stala fotografkou na plný úvazek.
Rathika získala svůj první fotoaparát od svého strýce, amatérského fotografa, a začala pořizovat snímky stromů a květin. V roce 2003 navštívila národní park Keoladeo v Bharatpuru a začala fotografovat ptáky. Její práce zpočátku nebyla zcela kompetentní, ale velmi se o chování ptáků a fotografování zajímala. Začala pravidelně navštěvovat ptačí rezervaci Okhla a postupně se vypracovala. Zdokonalila se nejen ve fotografické technice, ale také studovala chování různých druhů ptáků. Skloubení technických znalostí z oblasti fotografie a znalost chování divokých zvířat jí přineslo výhody práce v terénu. Poté se začala fotografování divokých zvířat a ptáků věnovat profesionálně a navštívila mnoho národních parků v Indii, Keni a Tanzanii.
Její fotografie divokých zvířat byly uvedeny v „kampani Clean Ganga“, která se konala v září 2005 v centru India International Center v Novém Dillí. V roce 2007 se její fotografie ptáků objevily na celoročním kalendáři univerzity Jawaharlal Nehru. Birds of India ji v roce 2008 vybral jako jednu z 20 nejlepších indických fotografek a jako jediná žena – fotografka získala toto ocenění. Kromě účasti na výstavách svých obrazových děl vede díky svým dovednostem také workshopy o fotografování divoké přírody. Na praktických seminářích předává své dovednosti zájemcům z oblasti amatérů i profesionálů. Pořádá také webináře a natáčí krátká videa, většinou volně žijících ptáků.
Rathika je jednou ze zakládajících členek asociace Photography Arts Association v Indii.

## Dílo
Rathika v roce 2014 vydala vlastní první knihu The Best of Wildlife Moments.

## Technika
Rathika Ramasamy používá fotoaparáty a objektivy značky Nikon.

## Ocenění
Podle zdroje:
- 2015: Inspiring Icon Award, Univerzita Sathyabama, Institut vědy a technologie, Čennaí.[3][8]
- 2015: Ocenění International Camera Fair (ICF), za vynikající výsledky ve fotografii divoké přírody.[3]
- 2018: Ocenění Inidhu environment.
- 2020: Ocenění v kategorii Literary (புலமை) ceny Sakthi vydávané skupinou Puthiya Thalaimurai TV group, Čennaí.
- 2020: Ocenění Women of Excellence, Lens queen award od Karpaga Vinayaga College, Engineering Technology, Chengalpatt, Tamil Nadu.
- 2020: Ocenění Women of wonder – Realistic Awards 2020.
- 2020: Ocenění Women achiever 2K20 od společnosti Asan memorial institution.

## Galerie

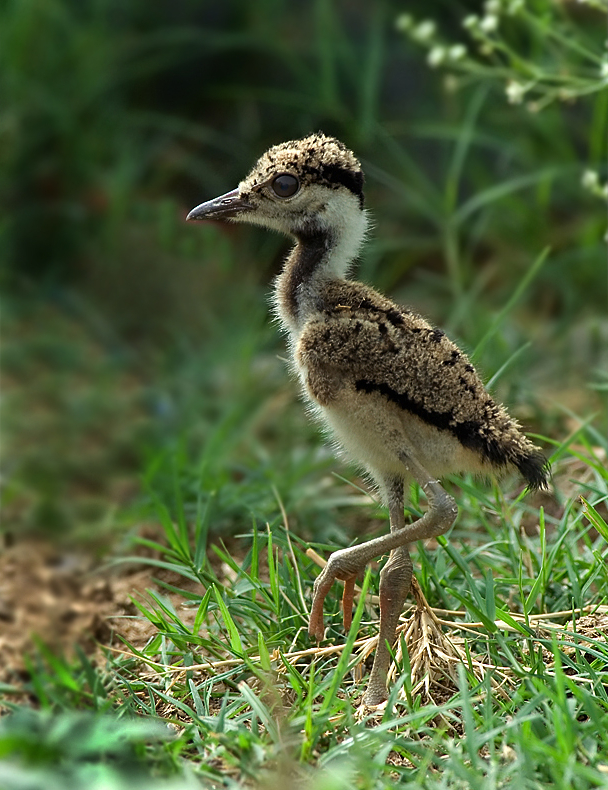
Čejka černoprsá (Vanellus indicus), Nové Dillí
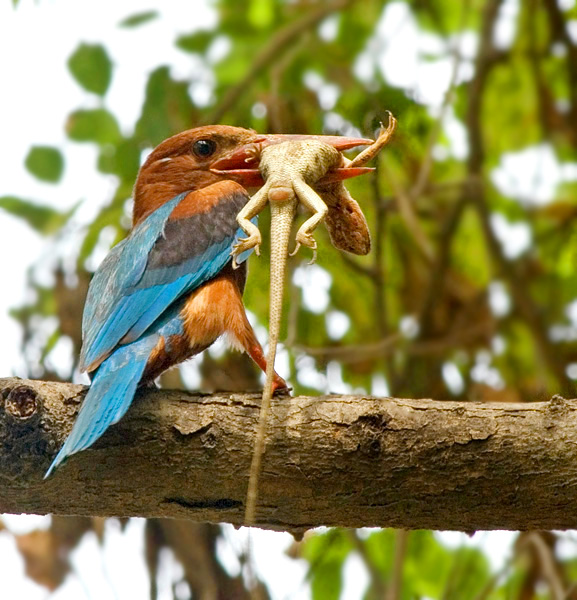
Ledňáček říční s ulovenou ještěrkou, technika: Nikon D200, AF-S Nikkor 300mm f/4, Exif: 1/50, f/11, ISO 200, 420 mm